# Elaphoglossum deckenii
Elaphoglossum deckenii är en träjonväxtart som först beskrevs av Oskar Kuhn, och fick sitt nu gällande namn av Carl Frederik Albert Christensen. Elaphoglossum deckenii ingår i släktet Elaphoglossum och familjen Dryopteridaceae. Inga underarter finns listade.